# Mirker Rotte
Die Mirker Rotte war bis zum 19. Jahrhundert eine der untersten Verwaltungseinheiten im ländlichen Außenbezirk der bergischen Stadt Elberfeld und des Kirchspiels Elberfeld im Kreis Elberfeld des Regierungsbezirks Düsseldorf innerhalb der preußischen Rheinprovinz.
Laut der Statistik und Topographie des Regierungsbezirks Düsseldorf von 1832 gehörten zu der Rotte folgende Ortschaften und Wohnplätze: Am Bruckerhäuschen, Am Gebrannten, Am Haken, Am Kempershäuschen, Am Lubbertshäuschen, Am Schlagbaum, Am Winkel, An der Bratwurst, An der Duckmaus, An der Lanter, An der Muskau, An der Roster, Auf dem Eschenbeek, Auf dem untersten Dorrenberg, Auf der Gathe, Auf der Höh, Auf’m Höchsten, Auf'm Vogelsang, Im Leimbruch, Im Wüstenhof, In den Mangen und In den Mirken.